# Helicopsyche eurycrene
Helicopsyche eurycrene är en nattsländeart som beskrevs av Schmid 1993. Helicopsyche eurycrene ingår i släktet Helicopsyche och familjen Helicopsychidae. Inga underarter finns listade i Catalogue of Life.